# Белите вълци
„Белите вълци“ е български документален филм от ноември 1995 година на журналистката Елена Йончева.
Филмът разказва за живота на наемниците и доброволците от различни страни, сред които Русия, България и Франция), които воюват в диверсионното подразделение на сръбската армия в Босна.